# √964 Pinocchio
964 Pinocchio es una película japonesa del director Shozin Fukui, considerada su mayor obra ciberpunk. Aborda el tema de los esclavos sexuales mentalmente modificados así como del colapso mental en una travesía alucinógena.

## Sinopsis
Pinocchio 964 es un esclavo sexual al que se le han borrado todos los recuerdos y quien es desechado por sus dueños debido a su incapacidad de mantener una erección. No está claro de qué forma ha sido modificado más allá de su falta de memoria e incapacidad para comunicarse. Posteriormente, mientras camina sin rumbo por la ciudad, es descubierto por Himiko, quien también carece de memoria, posiblemente a causa de la misma compañía. Pese a su estado, Himiko puede valerse por sí misma y dedica su tiempo a dibujar mapas de la ciudad con el fin de ayudar a otros sin memoria.
Himiko acoge a Pinocchio y lo lleva a su casa, donde intenta enseñarle a hablar. Tras mucho esfuerzo, éste logra un gran avance y adquiere conciencia de su situación. En ese momento, su cuerpo entra en una metamorfosis inexplicable y se revela que sus modificaciones eran mucho más profundas y esotéricas que la simple pérdida de memoria. Himiko también pasa por una serie de cambios, aunque de una manera mucho más sutil.